# 苗栗縣政府消防局
苗栗縣政府消防局，為中華民國苗栗縣最高消防行政機關，負責苗栗縣的消防救災事宜，及縣內所有消防行政、人事、教育及訓練等事務，下轄13科、室、場及5個救災救護大隊。

## 組織架構

### 局內單位
- 火災預防科
- 災害搶救科
- 災害管理科
- 火災調查科
- 緊急救護科
- 教育訓練科
- 督察科
- 勤務指揮科
- 行政科
- 人事室
- 政風室
- 會計室
- 車輛保養場

### 直屬大隊/分隊
設有5個救災救護大隊、20個分隊等
- 第一救災救護大隊，隊部設於苗栗市，苗栗分隊
  - 苗栗分隊
  - 頭屋分隊
  - 公館分隊
  - 銅鑼分隊
  - 三義分隊
  - 特種搜救分隊
- 第二救災救護大隊，隊部設於竹南鎮
  - 竹南分隊
  - 後龍分隊
  - 造橋分隊
- 第三救災救護大隊，隊部設於頭份市 [1]
  - 頭份分隊
  - 三灣分隊
  - 南庄分隊
- 第四救災救護大隊，隊部設於通霄鎮
  - 通霄分隊
  - 西湖分隊
  - 苑裡分隊
- 第五救災救護大隊，隊部設於大湖鄉
  - 大湖分隊
  - 卓蘭分隊
  - 獅潭分隊
  - 象鼻分隊
  - 泰安分隊

## 資料來源
1. ↑  苗栗縣政府消防局第三救災救護大隊的Facebook專頁
2. ↑  本局組織圖 （页面存档备份，存于）.苗栗縣政府消防局.2020-09-25

- 許素蘭.消防局成立十六週年及消防節慶祝活動場面熱烈.華視新聞網.2015-01-19
- 消防法 （页面存档备份，存于）.全國法規資料庫.民國 108 年 11 月 13 日
- 消防法施行細則 （页面存档备份，存于）.全國法規資料庫.民國 108 年 09 月 30 日
- 災害防救法 （页面存档备份，存于）.全國法規資料庫.民國 108 年 05 月 22 日
- 災害防救法施行細則 （页面存档备份，存于）.全國法規資料庫.民國 107 年 04 月 19 日

## 外部連結
- 苗栗縣政府消防局 （页面存档备份，存于）（中文）（英文）
- 苗栗縣政府消防局的Facebook專頁
- YouTube上的苗栗縣政府消防局頻道